# Vernouillet (Yvelines)
Vernouillet – miejscowość i gmina we Francji, w regionie Île-de-France, w departamencie Yvelines.
Według danych na rok 1990 gminę zamieszkiwało 8676 osób, a gęstość zaludnienia wynosiła 1339 osób/km² (wśród 1287 gmin regionu Île-de-France Vernouillet plasuje się na 254. miejscu pod względem liczby ludności, natomiast pod względem powierzchni na miejscu 583.).